# 佐土市良
佐土 市良（さど いちろう、1941年（昭和16年）2月5日 - ）は、日本のフィールドホッケー選手。

## 経歴・人物
1960年ローマオリンピックで男子トーナメントに出場した。のち日本学生ホッケー連盟副会長などを務めた。